# Michael Buffer
Michael Buffer (ur. 2 listopada 1944 w Filadelfii) – amerykański konferansjer bokserski i wrestlingowy, aktor. Jest on znany dzięki zwrotowi, który wymawia przed rozpoczęciem walki „Let’s get ready to rumble!” (Przygotujcie się na niezły łomot!). Jest przyrodnim bratem spikera UFC Bruce’a Buffera.

## Wczesne lata
Buffer urodził się w Filadelfii, ale wychowywał się w Roslyn. Jest synem żołnierza amerykańskiej marynarki wojennej podczas II wojny światowej. Jego rodzice rozwiedli się, gdy miał 11 miesięcy. Od tamtej pory wychowaniem Buffera zajęła się rodzina zastępcza. Ojczym był kierowcą autobusu, a macocha gospodynią domową.
W 1964 roku zaciągnął się do marynarki wojennej podczas wojny wietnamskiej i służył w niej do 1967 roku. Zanim stał się sławny, był dilerem samochodów, następnie rozpoczął karierę modela, a od 1982 roku jest spikerem ringowym.

## Kariera

### Boks
W 1982 roku Buffer rozpoczął karierę spikera ringowego. W 1983 roku zapowiadał walki bokserskie w galach grupy promotorskiej Top Rank, kierowanej przez Boba Aruma transmitowanych na ESPN. Już po kilku miesiącach od debiutu Buffer po raz pierwszy zapowiadał pojedynek o światowy tytuł. W czerwcu 1983 roku zmierzyli się Roberto Durán i mistrz świata w wadze junior średniej Davey Moore.
W 1984 roku po raz pierwszy użył cytatu „Let’s Get Ready to Rumble”, który przyniósł mu ogromną popularność. W 1992 zdobył federalny znak towarowy na ten cytat.
Pod koniec lat 80. Buffer zapowiadał walki w kasynach należących do Donalda Trumpa. Podczas jednej z walk w jego kasynie wypowiedział o Bufferze następujące słowa: „On jest wielki, on jest wyborem, on ma unikalną zdolność... Mówię moim ludem 'Musimy go mieć.'” Praca Buffera jest również podziwiana przez bokserskie sławy. Sugar Ray Leonard powiedział kiedyś: „Gdy Buffer wprowadza zawodników, to sprawia, że chcę walczyć”.
Michael Buffer obecnie zapowiada wszystkie walki bokserskie transmitowane przez popularne stacje telewizyjne HBO i RTL. Buffer wcześniej zapowiadał walki dla organizacji wrestlingowej WCW.
Zapowiadał walki o mistrzostwo świata w wadze ciężkiej m.in. Lennoxa Lewisa z Mikiem Tysonem 8 czerwca 2002 na Pyramid Arenie w Memphis (wygrana Lewisa przez KO w 8 rundzie), Wołodymyra Kłyczki z Davidem Haye’em 2 lipca 2011 na Imtech Arenie w Hamburgu (wygrana Kłyczki na punkty) oraz Tomasza Adamka z Witalijem Kłyczko 10 września 2011 roku na otwarcie Stadionu Miejskiego we Wrocławiu (wygrana Kłyczki przez KO w 10 rundzie).

### Wrestling
Buffer był również konferansjerem walk wrestlingowych organizacji WCW głównie z udziałem Hulka Hogana i największych talentów WCW do 2001 roku, kiedy to została ona zakupiona przez dotychczasowego rywala – World Wrestling Federation. Była firma macierzysta WCW Time Warner przejęła na własność przez ich pay-per-view podział abonamentu HBO, który transmitował wiele walk bokserskich zapowiadanych przez Buffera. Po rozwiązaniu organizacji WCW Buffer przeszedł do zapowiadania walk organizacji WWE transmitowanych na WWF Raw.
Gala zorganizowana 17 sierpnia 2007 roku w Madison Square Garden przez amerykańską stację telewizyjną o tematyce wrestlingowej – Saturday Night’s Main Event była pierwszą od sześciu lat, której walkę zapowiedział Michael Buffer. Zapowiedział on walkę byłego mistrza świata w boksie w wadze ciężkiej Evandera Holyfielda zastąpił Montela Vontaviousa Portera z Mattem Hardym.
W 2008 roku Buffer wystąpił w spocie promującym 21.edycji gali Royal Rumble. W spocie tym, kiedy próbuje wymówić swój znany cycat „Let’s get ready to rumble!” jeden z uczestników tej gali Shawn Michaels wykonuje wobec Buffera superkick, w wyniku którego Buffer się wywrócił.

### Inne występy
Buffer podczas swojej kariery występował nie tylko w świecie boksu i wrestlingu. Zapowiadał też finały World Series, Pucharu Stanleya, NBA oraz mecze play-offów ligi futbolu amerykańskiego NFL.
Występował również w talk-showach prowadzonych przez Jaya Leno, Davida Lettermana, Arsenio Halla, Conana O’Briena and Jimmy’ego Kimmela. Buffer brał udział też w programach rozrywkowych Saturday Night Live, In Living Color, Mad TV and The Howard Stern Show, 10 grudnia 2007 roku w Deal or No Deal emitowany na NBC oraz otworzył 7.edycję amerykańskiego Idola.
Michael Buffer też ma na swoim koncie występy w serialu Moda na sukces oraz w filmach Rocky Balboa i 2012. Jego postać była również używana również w filmach animowanych takich jak: The Simpsons, South Park i Fineasz i Ferb.

### Znak towarowy
Buffer zaczął używać cytatu „Let’s get ready to rumble!” od 1984 roku, a w roku 1992 zdobył federalny znak towarowy na swój cytat co oznacza, że bez zgody Buffera nikt nie może wymawiać publicznie tego cytatu.
Jego cytat był używany na platynowej płycie Jock Jams wytwórni Tommy Boy Records, w grach wideo na PlayStation2, Nintendo 64, Dreamcast i Game Boy Advance.
Do 2009 roku Buffer zarobił ponad 400 milionów dolarów z licencji na znak towarowy, jakim jest zwrot Let’s get ready to rumble!.

## Życie prywatne
Buffer obecnie mieszka w Południowej Kalifornii. Buffer jest trzykrotnie żonaty. Po raz pierwszy ożenił się w wieku 21 lat, w 1965 roku. Z tego małżeństwa, które zakończyło się rozwodem w 1972 roku, ma dwóch synów: Michaela i Matthew. Ponownie się ożenił w 1999 roku. To małżeństwo również zakończyło się rozwodem w 2003 roku. Obecnie jest żonaty z Christine.
Jest przyrodnim bratem Bruce’a Buffera, konferansjera specjalizującym w MMA federacji UFC, który strzeże również interesów prawnych Michaela. Michael i Bruce są wnukami byłego mistrza świata w wadze koguciej Johnny’ego Buffa.
W 1989 roku po 45 latach skontaktował się ze swoim biologicznym ojcem, Josephem Bufferem, który zobaczył go w telewizji. Wkrótce zapoznał syna ze swoim przyrodnim bratem (synem z drugiego małżeństwa) Bruce’em.
W lutym 2008 roku wykryto u niego raka krtani, ale przeszedł udaną operację wycięcia nowotworu i już w kwietniu pojawił się w ringu, aby zapowiedzieć walkę Joego Calzaghe’ego z Bernardem Hopkinsem.

## Filmografia

### Filmy
- 2015 – Creed Narodziny legendy, jako on sam
- 2009 – 2012, jako on sam
- 2008 – Nie zadzieraj z fryzjerem, jako Grant Walbridge
- 2006 – Rocky Balboa, jako on sam
- 2004 – Królowa ringu, jako spiker ringowy
- 1995 – Zabójcza perfekcja, jako spiker ringowy
- 1990 – Rocky V, jako spiker ringowy
- 1989 – Noce Harlemu, jako spiker ringowy
- 1988 – Homeboy, jako spiker ringowy

### Seriale
- 2010 – Moda na sukces, jako on sam